# Les mauvais bergers
Les Mauvais bergers  (Os maus pastores) é um drama em cinco atos em prosa do escritor francês Octave Mirbeau, que se representou pela primeira vez em 14 de Dezembro de 1897 no Teatro da Renascença, com Sarah Bernhardt e Lucien Guitry, os dois grandes atores de teatro da época, como protagonistas. Foi publicada na editorial Fasquelle em Março de 1898.

## Uma tragédia proletária

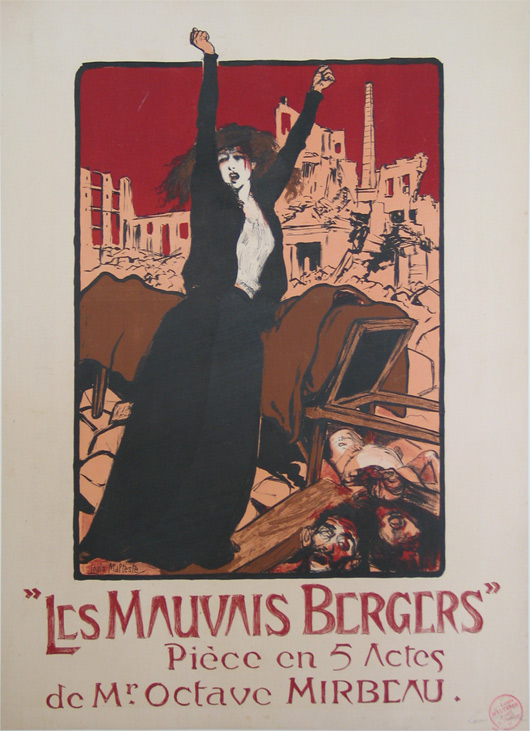
Louis Malteste,1897

Trata-se de uma tragédia proletária sobre um tema semelhante ao de Germinal de Émile Zola : é a história de uma greve operária, organizada por um líder anarquista chamado Jean Roule. Mas os grevistas batem com a intransigência do patrão, Hargand, e do governo que envia as tropas para esmagar os insurgentes. No quinto ato triunfa a morte, impedindo qualquer germinação futura : Madeleine, a moça operária, amante de Jean Roule, é assassinada ao seu lado e, portanto, a criança que esperavam não chegará a nascer; quanto ao Robert, o filho de Hargand, que rompeu com o pai para simpatizar com a causa operária e que tenta impedir o massacre, também é assassinado pelas tropas governamentais.

## Pessimismo
Longe de ser uma obra de propaganda, Os maus pastores está marcada por um pessimismo atroz que se aproxima do niilismo e que, ao contrário de Germinal, mata toda a esperança: Mirbeau não pretende de maneira nenhuma oferecer uma solução à questão social. Por outra parte, o autor rejeita qualquer maniqueísmo : os maus pastores não são apenas os patrões inflexíveis e os governos cúmplices, mas também os deputados socialistas, que mantêm ante o conflito uma atitude ambígua, a pasionária Madeleine que exorta os grevistas a morrerem com dignidade e o próprio instigador da greve, Jean Roule, que os conduz à morte.
Embora Mirbeau se situe do lado dos operários e defenda as suas reivindicações – perante todo « o direito à beleza » e à cultura reivindicada por Jean Roule-, nega-se a idealizá-los (no ato IV, por exemplo, propõem-se linchar Jean Roule, que é salvo pela eloqüente intervenção de Madeleine), do mesmo modo que não aceitam demonizar os patrões : Hargand tem um lado humano que o diferencia dos colegas, e o filho paga com a própria vida a defesa dos grevistas.
Mas Mirbeau não estava satisfeito com a sua obra, e teria desejado suprimi-la da lista da sua produção literária. A obra tem, de facto, várias bachareladas enfáticas, impostas por Sarah Bernhardt, que não têm cabida no teatro burguês, aonde os dominantes vestidos de etiqueta e com traje de noite vêm ao teatro para se emocionarem com o espetáculo que oferece a matança dos operários. Depois desta obra, Mirbeau vai-se comprometer com um teatro popular e assume que a emoção não é compatível com a reflexão. Inclina-se assim pelo gênero cômico para criticar através do riso os costumes dos seus compatriotas e distanciar os espectadores para comovê-los melhor.